# Уткха-Павкар
Утхка-Павкар — пьеса в жанре аранвай (то есть пьеса на бытовой сюжет) инкского театра (на языке кечуа). Создана, по-видимому, в XVI веке. В пьесе появляются и историческое лицо (Тупак Инка Юпанки, известный также по драме «Апу-Ольянтай»), однако персонаж не играет в сюжете заметной роли, поэтому отнести произведение к жанру уанка (историческая пьеса) не представляется возможным.

## Сюжет
Главная героиня пьесы — девушка Има-Сумах. В начале пьесы она поёт песню (арави):
Как-то горлица нежно

Песню радости пела.

Голубиная стая

Вдруг над ней пролетела.

И два голубя юных

Рядом с ней опустились,

Оба в горлицу сразу

Не на шутку влюбились.

Друг на друга недобро

Смотрят голуби-братья,

Посылают друг другу

Гнев, упрёки, проклятья

Что же горлице делать,

Одинокой и слабой?

Каждый голубь прекрасен,

Каждый - сила и слава.

Что же делать? Быть может,

В чаще скрыться дремучей?

Иль в реке утопиться?

Или броситься с кручи?
Песня соотносится с основным сюжетом. В Има-Сумах влюблены два брата — военачальник Уткха-Павкар и не занимающий никакой выгодной должности Уткха-Майта. Отец девушки (Руми-Маки, курака, то есть вождь одной из областей империи инков) сказал:
Дочь мою отдам в супруги

Я тому, кто выйдет первым
Из большого состязанья;

Кто быстрей канал пророет

От реки в мой сад при доме.
Утхка-Павкару помогают подчинённые, а Майте — друзья, которым удалось выполнить работу быстрее. Утхка-Павкар сначала идёт войной на брата, но потом, устыдившись своих действий под влиянием мудрых людей, уступает невесту брату.

## Судьба текста пьесы
На русский язык пьеса переведена Ю. А. Зубрицким.